# 北京外国语大学国际商学院

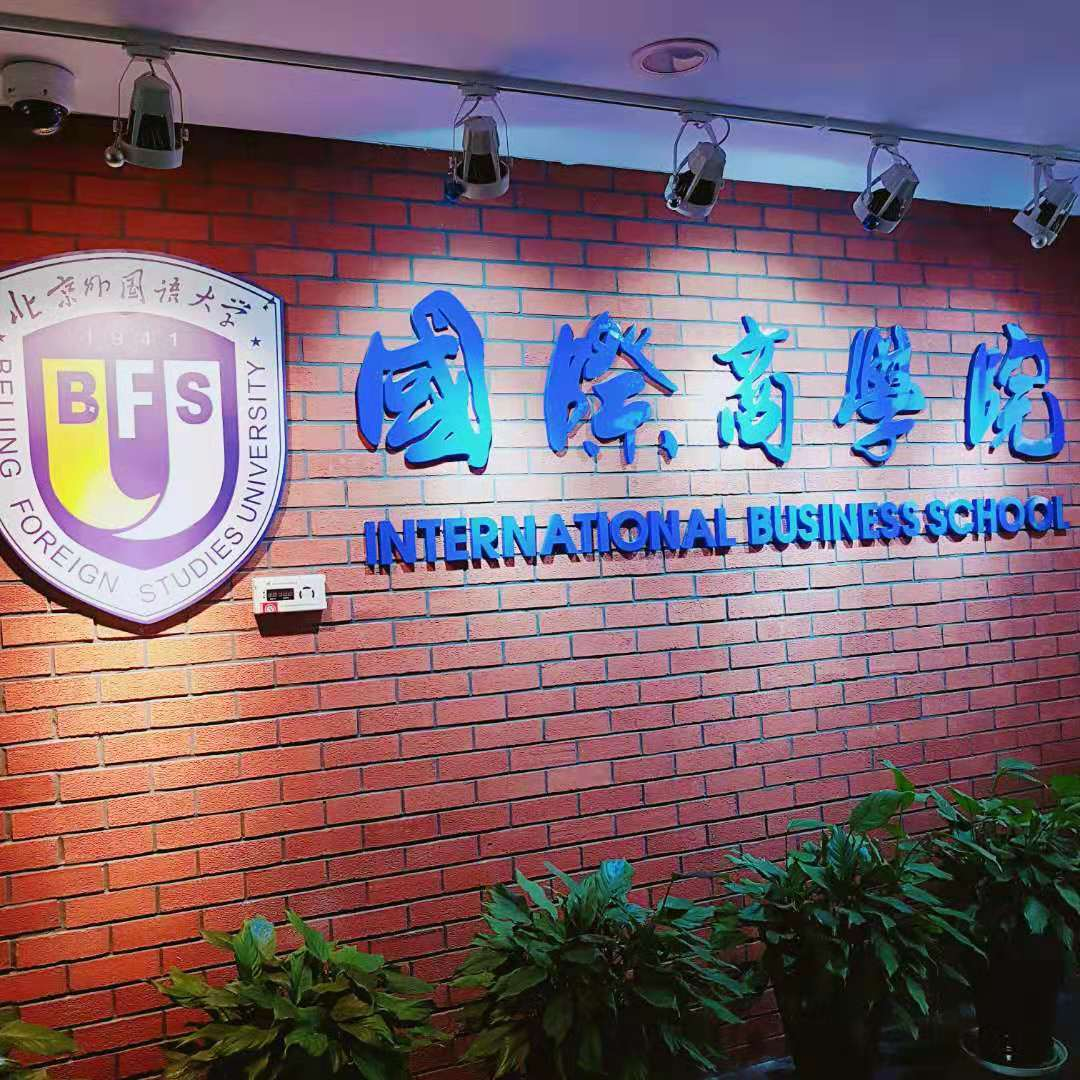
北外國際大廈 國際商學院(IBS)

北京外国语大学国际商学院，英语： International Business School(IBS)，成立于2001年，是北京外国语大学教学规模比较大的院系之一。其人才培养项目涵盖计划内本科、学术硕士、专业硕士、博士，以及出国留学、来中国大陆留学、高层管理培训等。北外国商具有只限于全球TOP6%的商学院申请的美国AACSB资格认证。
北外国商每年有几十个台湾学生和几个香港学生。国际商学院有百分之一百用英语的外国学生本科。来自71个国家和地区的本科留学生共计436人 (包含四年制本科、本科短期交换生、53名本科韩国短期交换生)。北外国商外国学生英文本科的话，以德国人，韩国人以及马来西亚人最多。
也有10个韩国学生在中国学生本科上学。外国学生申请北外国商中国学生本科的话，入学的时候，需要汉语水平考试最高级和TOEFL80分以上的英语水平，外国高考成绩，面试等。
截至2019年3月，国际商学院共有在职员工117人，其中教学科研岗员工52人，教辅4人，外教9人，外聘员工46人，BFSU-SOLBRIDGE中韩合作项目韩方工作人员6人。从职称结构来看，国际商学院目前共有教授7人，副教授21人，讲师24人。

## 专业
- 国际经济与贸易

北京外国语大学国际商学院国际经济与贸易专业有一班和二班，一班的学生必修要去韩国Solbridge交换生一个学期，也一定要选择第二外语(西班牙语或者法语)。
- 金融

北京外国语大学国际商学院金融系有3班和4班。
- 会计与财务管理
- 企业管理
- 国际商务
- 管理科学与工程
- 共六个系部；二十国集团研究中心、丝绸之路研究院、管理科学研究中心、国际互联网研究中心、创新创业中心、中国商业案例中心共六个研究中心。